# Mr Eazi
Oluwatosin Ajibade (Port Harcourt, 19 de julho de 1991), mais conhecido como Mr Eazi, é um cantor, compositor e empresário nigeriano. Eazi é considerado o pioneiro da música Banku, uma fusão que ele próprio descreve como um misto de highlife ganense com sonoridades tradicionais de seu país natal. Em 2008, Mr Eazi fixou residência na cidade ganense de Kumasi, onde passou a promover performances de artistas pouco conhecidos em eventos estudantis. Sua primeira atuação como artista solo musical foi após a gravação de uma versão demo de "My Life", uma canção que ganhou grande notoriedade regional logo após seu lançamento.
Com a grande e rápida ascensão musical, Eazi lançou dois álbuns internacionalmente. Life is Eazi, Vol. 1 - Accra to Lagos (2017) e Life is Eazi, Vol. 2 - Lagos to London (2018) marcam a fase internacional do artista, que já gravou trabalhos com alguns dos principais nomes do cenário pop eletrônico mundial, como J Balvin e Major Lazer.

## Discografia

### Mixtapes
- About to Blow (2013)
- Life is Eazi, Vol. 1 - Accra to Lagos (2017)
- Life is Eazi, Vol. 2 - Lagos to London (2018)

### EPs
- One Day You Will Understand (2020)
- Something Else (2021)